# Главна адвокатура на Съюза (Бразилия)
Главната адвокатура на Съюза (на португалски: Advocacia-Geral da União, AGU) е институция в Бразилия, която осигурява директно или чрез своите подчинени органи процесуално и извънпроцесуално представителство и защита на Съюза и отговаря за дейностите, свързани с юридическото консултиране и асистиране на изпълнителната власт. Главната адвокатура на Съюза осигурява и процесуалното представителство на Бразилия пред международни и чужди съдилища.
Главната адвокатура е интегрална част от изпълнителната власт на страната, въпреки че нейните правомощия са описани в частта от Конституцията на Бразилия, отнасяща се до правомощията на съдебната власт. Главната адвокатура на Съюза е създадена през 1993 г. с цел разделяне на дейностите, изпълнявани от прокуратурата на Бразилия, от дейностите, отнасящи се до юридическото представителство и консултиране на Съюза.
Главната адвокатура на Съюза се ръководи от главния адвокат на Съюза, който се назначава свободно от президента на страната. Главният адвоката на Съюза е член на кабинета на президента с ранг на министър.
Органите, които влизат в структурата на Главната адвокатура са:
- Главният адвокат на Съюза
- Главната прокуратура на Съюза (Procuradoria-Geral da União — PGU)
- Главната финасова прокуратура (Procuradoria-Geral da Fazenda Nacional — PGFN)
- Главната федерална прокуратура (Procuradoria-Geral Federal — PGF)
- Главната прокуратура на Централната банка (Procuradoria-Geral do Banco Central — PGBC)
- Главната консултативна служба на Съюза (Consultoria-Geral da União — CGU)
- Висшият съвет на Главната адвокатура на Съюза (Conselho Superior da Advocacia-Geral da União — CSGU)
- Главната корежедория на Главната адвокатура на Съюза (Corregedoria-Geral da Advocacia-Geral da União — CGAU)